# Pomponi Labeó
Pomponi Labeó (en llatí Pomponius Labeo) va ser un magistrat romà del segle i. Formava part de la gens Pompònia, una família romana d'origen plebeu.
Va ser governador de la província de Mèsia durant 8 anys sota el regnat de Tiberi. L'emperador el va denunciar al cap d'un temps en una carta al senat per mala administració i Labeó en assabentar-se del fet, no va esperar el càstig i es va suïcidar l'any 34. La seva dona Paxaea va seguir el seu exemple.